# Oratorio
Oratorio är en kommunhuvudort i Guatemala.   Den ligger i departementet Departamento de Santa Rosa, i den södra delen av landet, 60 km sydost om huvudstaden Guatemala City. Oratorio ligger 1 034 meter över havet och antalet invånare är 10 155.
Terrängen runt Oratorio är lite bergig, och sluttar söderut. Runt Oratorio är det ganska tätbefolkat, med 124 invånare per kvadratkilometer. Närmaste större samhälle är Cuilapa, 14,3 km väster om Oratorio. Omgivningarna runt Oratorio är en mosaik av jordbruksmark och naturlig växtlighet.